# واين إل. وينستون
واين إل. وينستون (بالإنجليزية: Wayne L. Winston) هو عالم معلومات ‏ أمريكي، ولد في 14 فبراير 1950 في نيوجيرسي في الولايات المتحدة.